# Tourer

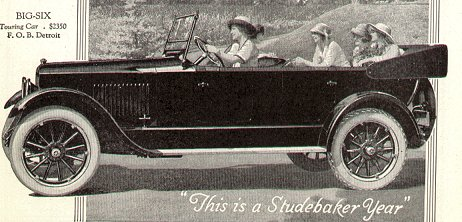
Studebaker Big Six z 1920 roku, przykład samochodu typu tourer

Tourer (touring) – typ nadwozia samochodu. Termin pochodzi z USA z początku XX wieku. Jest odpowiednikiem europejskiego baquet. Około lat 20. XX wieku w USA zaczęto tak nazywać również 4-miejscowy samochód z otwartym dachem i 4 drzwiami, zazwyczaj ze średnio-niskiego segmentu rynku. Także nie posiadał przednich drzwi.
Z tego to typu nadwozia wywodzą się czterodrzwiowe kabriolety oraz torpedo.

## Przykładowe modele
- Oldsmobile Touring z 1905 roku
- Buick Tourer z 1902 roku
- Buick H tourer z 1907 roku
- Ford T Tourer ("fore-door" z fałszywymi przednimi drzwiami)
- Daimler Simplex 18/22 PS (1901–1905) (chociaż to właściwie double phaéton)